# 테부로로 티토

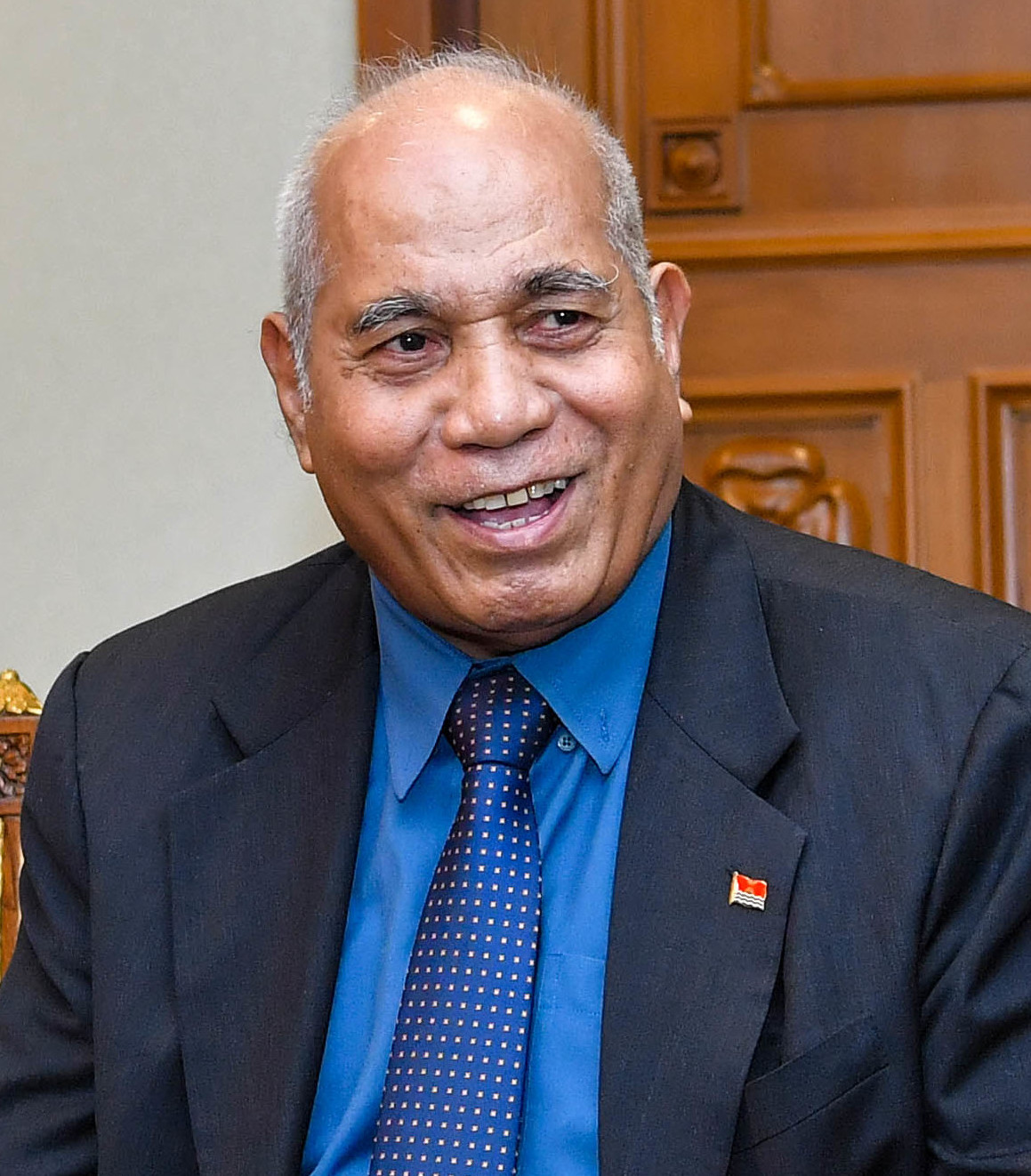

테부로로 티토(영어: Teburoro Tito, 1953년 ~ )는 키리바시의 제4대 대통령이다. 그는 1994년부터 2003년까지 대통령직에 있었다.
| 전임 테아타오 테아나키 | 제4대 키리바시의 대통령 1994년 10월 1일 ~ 2003년 3월 28일 | 후임 아노테 통 |